# Mauricio Báez
Mauricio Báez de los Santos foi dirigente sindical, defensor das liberdades sindicais e lutador pelo reconhecimento dos direitos dos trabalhadores da cana-de-açúcar na República Dominicana. 

## Biografia
Mauricio Báez, filho de Daniel Báez e Julia de los Santos, nasceu em Sabana Grande de Palenque em 23 de setembro de 1910, logo sua família mudou-se para o município principal de San Pedro de Macorís. Ali, Báez trabalhou na Bodega del Ingenio Colón e, posteriormente, como estivador no porto daquela cidade.
Em 1930 iniciou-se nas atividades sindicais juntando-se a associações e instituições da sua época, sendo membro ativo do seu sindicato, a partir do qual estimulou e organizou outras instituições da mesma natureza em diferentes províncias. Conseguiu organizar mais de trinta sindicatos em toda a província de San Pedro de Macorís. Com eles fundou a Associação Local 
Operária de San Pedro de Macorís.
Báez rapidamente conquistou a confiança e o respeito dos trabalhadores, por cuja defesa sofreu repressão, prisão e exílio em várias ocasiões.

### A grande greve
Como membro da Federação Operária Local de San Pedro de Macorís, foi o líder trabalhista dominicano mais importante da década de 1940. O jovem dirigente, através dos jornais El Combate e El Federado, aproveitou a enganosa abertura do regime do Generalíssimo Rafael Leónidas Trujillo para promover e organizar a luta dos trabalhadores da região oriental do país, principalmente em La Romana e San Pedro de Macorís.
O acontecimento mais importante para a militância de Báez foi a chamada Greve Açucareira, ocorrida em 7 de janeiro de 1946, quando os operários de La Romana e San Pedro de Macoris saíram às ruas em greve por tempo indeterminado, exigindo aumento salarial e o cumprimento da jornada de trabalho de oito horas.
Após a referida greve, o governo Trujillo iniciou uma onda de repressão contra os movimentos sindicais da região leste, assassinando e prendendo dezenas de seus integrantes, alguns dos quais se refugiaram na Embaixada do México, acabando por ser exilados. Entre eles está Mauricio Báez.

### Desaparecimento e morte
Em 8 de dezembro de 1950, três indivíduos - agentes sob ordens da ditadura trujillista - pareceram na residência de Báez em Havana (Cuba), onde o sequestraram. Ele nunca mais seria visto depois disso. 